# Unomania
Unomania è stato un programma televisivo-contenitore quotidiano nella fascia pomeridiana di Italia 1 andato in onda dal 28 settembre 1992 al 1994.

## Il programma
Il programma era un "contenitore", suddiviso in rubriche ben distinte tra loro. Andava in onda attorno alle ore 16.30 ed era rivolto a un pubblico di adolescenti. La conduzione era affidata ad un folto gruppo di giovani "promesse" della televisione.
Il programma cominciava con Twin clips, condotto da Federica Panicucci: un sondaggio in cui il pubblico da casa doveva scegliere quale videoclip mandare in onda. Poi c'era 'Mitico!' a cura di Linus, in cui si parlava di cinema, una rubrica di moda a cura di Raffaella Corradini, e poi una semiseria rassegna di sport estremi ('È pericoloso sport') a cura di Giobbe Covatta. Al sabato proponeva al suo interno la trasmissione musicale Top venti, condotta da Emanuela Folliero.
Poi nelle edizioni successive erano presenti in studio Garrison Rochelle e Brian Bullard come insegnanti di ballo.
Tra i presentatori spiccavano Gabriella Golia, già annunciatrice di Italia 1, Federica Panicucci alle sue prime esperienze televisive.
Il programma era un contenitore con interviste, classifiche musicali, videoclip, giochi e gag comiche. Sigle delle trasmissioni erano diversi videoclip di brani molto amati dai giovani in quel periodo, come Non m'annoio di Jovanotti o Nord sud ovest est degli 883.
Nell'estate del 1993, venne proposta la versione estiva del programma, Unomania Estate, che andò in onda da Gardaland.
Durante il programma, venivano proposti dei giochi a squadre capitanate a rotazione dai conduttori stessi, ai quali partecipavano anche ragazzi ospiti del parco.
La conduzione estiva del programma venne affidata sempre a Raffaella Corradini, Stefano Gallarini affiancati da Gisella Donadoni, dalla "new entry" Betty Dassano, e da Massimo Molea e Piero Pisano.
A seguire, il 4 ottobre 1993, prese il via la non fortunatissima seconda serie del programma che prese il nome di Unomania Magazine. Inizialmente non era più un contenitore, come nell'anno precedente, ma era diviso in due parti: la prima condotta da Federica Panicucci con Mauro Di Francesco e la seconda condotta invece da Raffaella Corradini affiancata da Terry Schiavo. Si proponeva come un talk show nel quale si affrontavano vari argomenti, quali musica, cinema, mode varie, ma anche attualità.
Il programma però non ebbe il successo sperato e venne così dopo circa due mesi sostituito interamente da quello che era il "blocco" condotto da Federica Panicucci, che si ripropose come contenitore, trasmettendo al suo interno il telefilm Super Vicki.
A partire dal 1994 ha cambiato titolo in Smile.